# Бакаляу-а-Браш
Бакаляу а Браш (порт. Bacalhau à Brás) (Тріска à Brás) — португальська страва, виготовлена з клаптиків засоленої тріски (Бакаляу), цибулі та тонко нарізаної смаженої картоплі (за розміром із сірника), і все приготовлено з яйцями. Зазвичай його гарнірують чорними оливками і посипають свіжою петрушкою. Походження рецепту невідоме, але, як кажуть, воно виникло в Байро Альто, у старому районі Лісабону. Ім'я «Brás» (або іноді Braz, Блейз англійською) можливо ім'я його творця.
Техніка «à Brás» часто використовується з іншими інгредієнтами, такими як овочі та гриби. Ця страва готується просто з подрібненої та очищеної від кісток тріски (bacalhau), цибулі та картоплі фрі, усе це додається до збитих яєць і зазвичай прикрашається чорними оливками.

## Див. Також
- Боліньйос де бакаляу